# Araçari-de-cinta-dupla
O araçari-de-cinta-dupla (Pteroglossus pluricinctus) é uma espécie de ave da família Ramphastidae.  É semelhante ao araçari-de-bico-branco (Pteroglossus aracari), mas com duas cintas, uma peitoral negra e estreita, e outra ventral rubro-negra e larga.
Ocorre no alto Amazonas, do alto Rio Negro à Venezuela e Peru, e também no sul do Pará (foi coletado um exemplar na Serra do Cachimbo em junho de 1956). Pode ser considerado substituto geográfico do araçari-de-bico-branco. Localmente simpátrico com o araçari-castanho (Pteroglossus castanotis).
Atualmente o Estado de conservação dele é considerado pouco preocupante.

## Etimologia
"Araçari" origina-se do termo tupi arasa'ri.

## Características
o Araçari-de-cinta-dupla mede entre 43 e 46 centímetros de comprimento e pesa entre 215 e 302 gramas.
Apresenta asas curtas e sua principal característica são as cintas negras no ventre: o padrão de cores, na região ventral difere de todos os outros Ramphastidae. A linha basal do bico é de cor laranja amarelada, e a mandíbula é negra. A maxila também é laranja amarelada, com larga faixa negra no cúlmen e na base. O olhos são amarelos, contornados pela região perioftálmica, nua, de cor azul esverdeada. O preto azulado recobre a cabeça, parte anterior da garganta e superior das costas, exceto pelas penas castanhas, bem discretas, atrás dos olhos (nos machos). O dorso é recoberto pelo verde-escuro e o uropígio tem plumagem vermelha. O ventre é amarelo, sobreposto por cintas negras largas, alternadas com vermelhas finas. O calção é de cor canela. A fêmea é um pouco menor que o macho e tem o bico mais curto.